# Bartomeu Fiol i Móra
Bartomeu Fiol i Móra   (Palma, 12 de novembre de 1933 - Palma, 8 d'agost de 2011) fou un empresari hostaler i poeta mallorquí en llengua catalana.

## Biografia
Llicenciat en Ciències Polítiques a la Universitat Complutense de Madrid, durant la dècada de 1950 apareixen les seves primeres poesies, editades privadament i a les quals va renunciar més tard. La literatura no li oferí sortides i, després d'un recorregut per diferents treballs i iniciatives, com ara l'obertura de la llibreria Gralla l'any 1956, el món de l'hostaleria en un espai turístic com les Illes Balears li va permetre cert èxit com a empresari d'una cadena hotelera. No obstant això, no va perdre el seu interès en la poesia i va seguir escrivint i publicant. La primera obra va ser Calaloscans, una reflexió sobre el futur col·lectiu. Només alguns coneixedors de la poesia en català van saber valorar les seves obres, però no va obtenir èxit entre la crítica i els lectors. Considerada la seva obra com estranya i inclassificable, va seguir publicant- Camp rodó i Calaportal de Cavorques - on reflexiona sobre la societat balear sotmesa a canvis bruscos pel turisme. Va ser amb la reedició de tota la seva obra el 1999 (Camps de marina i suburbials: obra poètica 1, Cròniques bàrbares: obra poètica 2, Canalla lluny de Grècia: obra poètica 3 i Carants: obra poètica 4 - aquest volum inclou l'obra inèdita Quòdlibets de coetanis que foren) quan finalment va aconseguir reconeixement i fama. Va ser president de l'Obra Cultural Balear entre 1990 i 1992. El 1969 va guanyar el Premi literari Ciutat de Palma per Camp rodó, l'any 2000 va rebre el Premi Crítica Serra d'Or de poesia per Tot jo és una exageració, i el desembre de 2004 el Premi Carles Riba de poesia per Càbales del call.
Morí el 8 d'agost de 2011 a la seva ciutat natal, Palma, als setanta-set anys. El funeral se celebrà l'11 d'agost a les vuit del vespre a l'Església de Santa Creu de Palma. L'editorial Moll anuncià la publicació, abans de fi de 2011, d'Entre Cavorques i Brandenburg, un dietari de l'escriptor, d'estil similar a Entre Cavorques i Albió, que ja va publicar el 2008.

## Obres seleccionades
- Calaloscans (1966)
- Camp rodó (1973)
- Contribució de bàrbars (1980)
- Capells de ferro a Son Cabaspre (1984)
- Calaportal de Cavorques (1985)
- Contribució de Verges (1990)
- Canalla contra «Establishment» (1995)
- La comunió dels sants o els morts ho callam tot (1997)
- Cave carmina, cape canes (1998)
- Catàleg de matèria (1998)
- Cròniques bàrbares: obra poètica 2 (1999)
- Tot jo és una exageració (1999)
- Camps de marina i suburbials: obra poètica 1 (2000)
- Canalla lluny de Grècia: obra poètica 3 (2001)